# Miseration
Miseration — шведский дэт-метал-коллектив, организованный в 2006-м году. В основном их лирика посвящена теме внутренней борьбы и религиозных конфликтов. На данный момент[когда?] творчество группы представлено тремя полноформатными альбомами. Коллектив является одним из многих проектов Яни Стефановича и бывшего вокалиста Scar Symmetry Кристиана Альвестама; например, оба играли в группе Solution .45. Первый альбом группы Miseration — Your Demons — Their Angels был выпущен 20 сентября 2008 года.

## The Mirroring Shadow
Miseration закончили запись своего второго альбома, который был назван The Mirroring Shadow, который они записали на студии Panic-Room с продюсером Томасом «Plec» Йоханнсон. Альбом был выпущен под лейблом Lifeforce records 16 ноября 2009 года. Кристиан сообщил, что альбом включит в себя от восьми до десяти песен.
После месяцев работы новый альбом полностью готов. Мы гордимся тем, что у нас получилось и с нетерпением ждем, когда сможем поделиться новой музыкой со всеми вами. Музыкально, это определенно шаг вперед, в сторону более интенсивного и агрессивного направления, кроме того, он техничнее предшественника. Несмотря на это, у нас осталось еще много музыкальных направлений, которые нам можно исследовать. Объединив усилия, этот прогресс был совершенно логичным для нас, все шло органично с того момента, как материал стал принимать определенную форму.

Наш гуру-продюсер превзошел себя на этой записи и внес в её звучание большой вклад. В итоге звучание получилось убойным и кристально чистым! Также большое спасибо Стефану из Lifeforce за проявленное терпение, понимание и поддержку во всем, что нам было нужно. Мы этого никогда не забудем! Ну и напоследок, но не последнее по значению, спасибо Перу Йоханссону за превосходную лирику, а также Перу Олофсону за отличную обложку. Ваша изысканная работа придала конечному варианту определенный шарм! Итак, мы во всем довольны нашим новым детищем, альбомом под названием "The Mirroring Shadow"!
Miseration

## Будущие релизы
Вокалист Miseration, Кристиан Альвестам, анонсировал третий альбом группы, планируемый на осень 2011 года.

## Участники
- Кристиан Эльвестам (2006 — настоящее время) — ведущий вокалист
- Рольф «Stuka» Пилве (2006 — настоящее время) — ударные
- Яни Стефанович (2006—2010, 2011 — настоящее время) — ведущий гитарист, бас-гитарист, ударные[5]
- Маркус «skägget» Бертилссон (2006 — настоящее время) — гитара

## Бывшие участники
- Тобиас Алпадие (2010—2011) — гитара
- Йохан Иленстранд (2006—2011) — бас-гитара

## Дискография
- Your Demons — Their Angels (2007)
- The Mirroring Shadow (2009)
- Tragedy Has Spoken (2012)
- Black Miracles and Dark Wonders (2022)